# Операція «Амбасадор»
Операція «Амбасадор» (англ. Operation Ambassador) — кодове найменування спеціальної операції, що проводилася британськими командос 14–15 липня 1940 року в ході Другої світової війни. Це був другий рейд новосформованих британських командос, і проводився з метою здійснення диверсії на окупованому німцями острові Гернсі в Ла-Манші.
Бойова група «H» No. 3 Commando (40 осіб) та 11-та окрема рота (100 осіб) під командуванням майора Тода здійснила висадку за сприяння есмінців «Сімітар» та «Саладин» і шести літаків Королівських ПС, що прикривали місію, на узбережжя окупованого британського острову Гернсі. Внаслідок помилки, висадка на берег виявилася у хибному місці — рівень води з головою покривав британців. До того ж, розвідка помилилася з розвідувальними даними про об'єкт — за попередньою інформацією рейдовий загін мав знищити казарми з німецькими військами, але насправді бараки були порожні. У сутичці з німцями командос втратили одного військового загиблим, ще 3 десантника потрапили у полон. Більш того, одну партію № 11 було доставлено не на той острів (Сарк) через несправність компаса, висадившись на Літл-Сарк, командос провели дорозвідку, але німців не знайшли й благополучно повернулися на есмінець. Ще одна група врізалася в скелю, а інші два не змогли вийти на задані ділянку через серію технічних проблем. Операція завершилася повним крахом.
Однак, попри явний провал, британське керівництво й далі докладало зусиль до розвитку та удосконалення цього роду військ. Масштаб проведення рейдових операцій британських командос залежав від оперативної або тактичної значущості об'єктів та системи їх охорони.